# Éric Besson
Éric Besson (* 2. dubna 1958 Marrakéš, Maroko) je francouzský politik.

## Kariéra
Od února 2009 je ministrem pro přistěhovalectví, integraci a národní identitu v Sarkozyho vládě. Do roku 1995 byl starostou v městě Donzère, v letech 1997 až 2007 poslancem za kraj Drôme. Zastával několik státník úřadů.